# (738) Alagasta
(738) Alagasta es un asteroide perteneciente al cinturón de asteroides descubierto el 7 de enero de 1913 por Franz Heinrich Kaiser desde el observatorio de Heidelberg-Königstuhl, Alemania.
Está nombrado por el antiguo nombre de la ciudad alemana de Gau-Algesheim.